# Trolejbusová doprava v Luganu

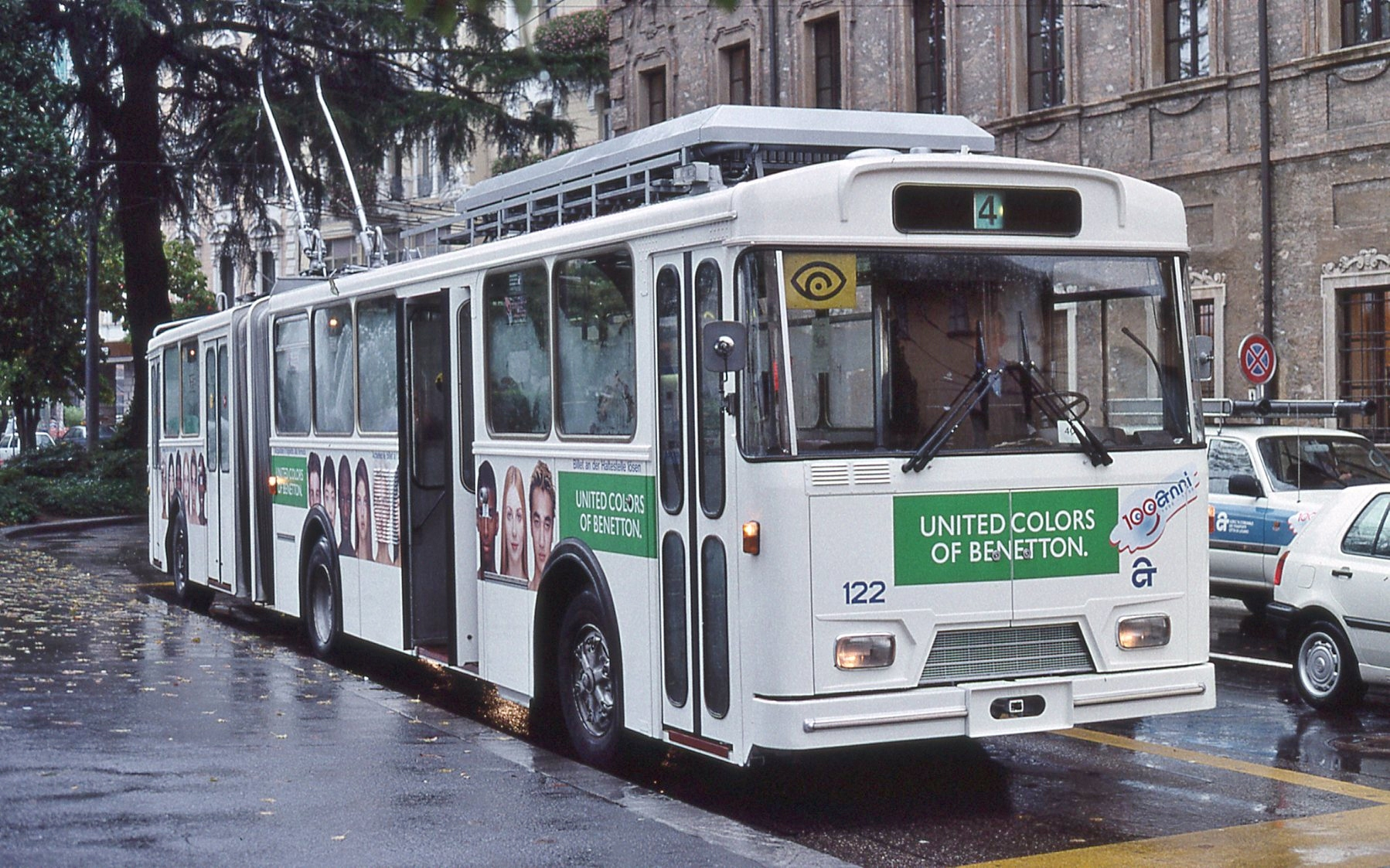
Kloubový trolejbus Volvo/Hess (el. výzbroj SAAS) z roku 1975

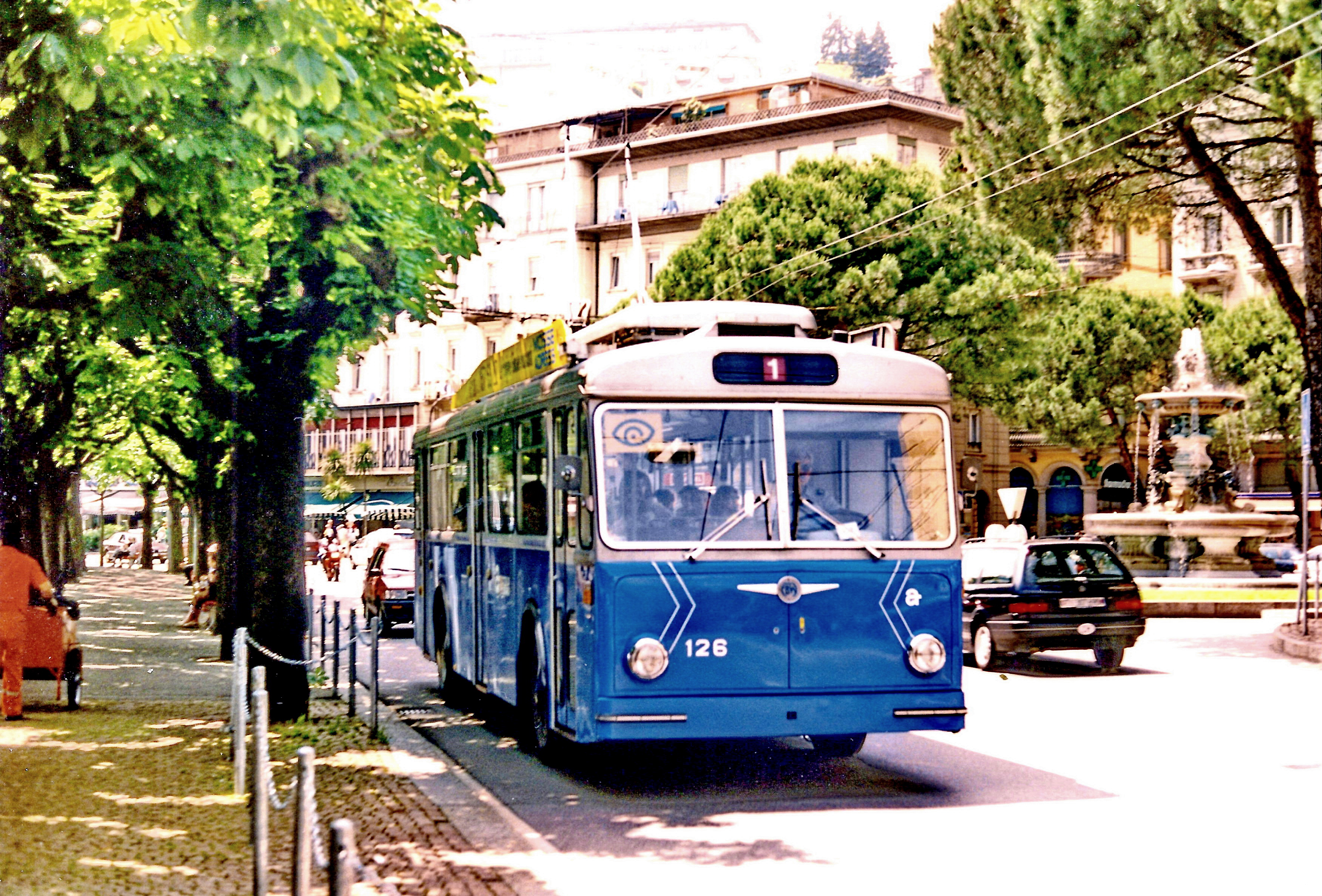
Trolejbus FBW/Hess (el. výzbroj SAAS) z roku 1966

Mapa sítě (1992)

Švýcarské město Lugano provozovalo do začátku 21. století vlastní trolejbusovou síť.

## Historie
Po druhé světové válce rozhodla městská rada, že se pomalá a zastaralá tramvajová doprava nahradí tehdy moderními trolejbusy. První vozy elektrické nekolejové trakce se tak po městě poprvé rozjely 25. dubna 1954. Zprovozněna byla jedna linka z centra Lugana do čtvrti Cinque Vie, která se nachází v kopcovité oblasti. Necelý rok byla ve městě souběžně s trolejbusy v provozu i tramvaj, v únoru 1955 ale byl zrušen i poslední úsek kolejové dopravy.
Nadále ale v Luganu existovala pouze jediná trolejbusová linka, ostatní dopravu obstarávaly autobusy. Další trolejbusová trať byla zprovozněna až na podzim roku 1959, kde se trolejbusy poprvé podívaly do čtvrti Castagnola, kam byla prodloužena trať z centra. Na konci téhož roku byla uvedena do provozu i trať do Paradisa (tamní bloková smyčka byla zprovozněna o rok později). Ještě v roce 1959 začaly trolejbusy jezdit i do Cornareda, kde byla také vystavěna trolejbusová vozovna. V roce 1963 byla otevřena, na dlouhou dobu poslední, další nová trať. Šlo o nově postavený úsek z centra města do čtvrti Crocifisso.
Až po dvanácti letech, v roce 1975, nechal luganský dopravní podnik postavit prodloužení z Cinque Vie do Breganzony. O rok později byl zprovozněn další nový úsek: trať do Cornareda byla prodloužena až do nové čtvrtě Pregassona, která se nachází na kopci nad městem. V roce 1980 byla na toto prodloužení napojena nová trolejbusová vozovna. Ta stará byla zachována a sloužila jako dílny místního dopravního podniku. Poslední zprovozněnou tratí v Luganu se stalo prodloužení z konečné v Crocifissu do čtvrtě Vezia.
Na přelomu tisíciletí rozhodla městská rada o zrušení neefektivního trolejbusového provozu. Jako první byla v polovině roku 2000 zrušena trať z centra města přes Cinque Vie do Breganzony. Trolejbusovou dopravu v Luganu, která byla zcela zastavena 30. června 2001, nahradily autobusy.

## Vozový park a infrastruktura
Zvláštností luganského trolejbusového provozu bylo atypické napájení stejnosměrným proudem o napětí 1000 V (standardně trolejbusy používají 600 V nebo 750 V), které se údajně stalo jedním z důvodů ke zrušení místního provozu.
Pro první trať byly zakoupeny tři menší trolejbusy o délce 10,1 m. S rozšiřováním tratí postupně přibývalo i vozidel. První kloubové trolejbusy byly dodány v roce 1975, šlo o výrobky firmy Hess s podvozkem Volvo. Poslední nové vozy byly zakoupeny v roce 1988.